# Pyeonjeonsan
Pyeonjeonsan (koreanska: 편전산) är ett berg i Sydkorea.   Det ligger i provinsen Gyeonggi, i den norra delen av landet, 40 km öster om huvudstaden Seoul. Toppen på Pyeonjeonsan är 377 meter över havet. Pyeonjeonsan ingår i Jangnaksanmaek.
Terrängen runt Pyeonjeonsan är kuperad. Runt Pyeonjeonsan är det ganska tätbefolkat, med 100 invånare per kvadratkilometer. Närmaste större samhälle är Yangp'yŏng, 5,8 km söder om Pyeonjeonsan. Trakten runt Pyeonjeonsan består till största delen av jordbruksmark.